# Normand Baillargeon
Pour les articles homonymes, voir Baillargeon.
Normand Baillargeon, né le 6 juillet 1958 à Valleyfield (aujourd'hui Salaberry-de-Valleyfield), est un enseignant et philosophe québécois.
Professeur en sciences de l'éducation à l'Université du Québec à Montréal (UQAM) de 1989 à 2015, chroniqueur pour différents médias alternatifs et à Radio-Canada de 2011 à 2016, il est aussi philosophe, essayiste, militant libertaire, et anarcho-syndicaliste.

## Biographie
Né en 1958, Normand Baillargeon a vécu en Afrique (Cameroun et Sénégal) durant sept ans, entre 1962 et 1971 — son père y enseignait les mathématiques et l'anglais. Revenu au Québec, il étudie la philosophie et l'éducation, obtenant un doctorat dans chacune de ces disciplines.

### Enseignement et publications
De 1979 à 1989, il enseigne la philosophie dans divers collèges d'enseignement général et professionnel (cégeps), avant de passer à l'UQAM, où il enseigne les fondements de l'éducation à de futurs enseignants québécois.
En 1999, il publie son premier essai, Anarchisme, qui rencontre un succès de librairie et provoque de nombreuses inscriptions à son cours sur le même sujet à l'UQAM.
Au milieu des années 2000, il écrit et publie Petit cours d'autodéfense intellectuelle, un livre sur l'éducation à la pensée critique pour lequel il remporte le prix Québec Sceptique 2005. La même année, il fonde, avec Bernard Cloutier et Michel Virard, l'Association humaniste du Québec,.
Il a été un des fondateurs du Collectif pour une éducation de qualité, qui s'oppose au renouveau pédagogique (anciennement « la réforme de l'éducation ») qui se met alors en place dans les écoles québécoises.
À l'automne 2015, il quitte son poste à l'UQAM, invoquant des désaccords sur trop de plans avec ses collègues en éducation. En décembre 2023, il refuse que l'UQAM le mette en nomination pour un Prix du Québec invoquant, entre autres, des années de harcèlement professionnel subies dans son département.

### Apparitions médiatiques
Normand Baillargeon a participé à différents médias alternatifs parmi lesquels AO! Espace de la Parole, la revue de philosophie Médiane – aujourd'hui disparue –, dont il est un des fondateurs, et le mensuel Le Couac pour lequel il écrit de 1997 à 2007. Il a aussi participé à Bazzo.tv, sur les ondes de Télé-Québec.
De 1994 à 1999, il est chroniqueur au quotidien Le Devoir, d'abord en éducation, puis en politique.
Il collabore à la revue À bâbord !, de ses débuts en 2004 jusqu'en 2017, où il tient une chronique sur l'éducation et pour laquelle il a dirigé de nombreux dossiers.
Il intervient dans le film Le Gambit du fou de Bruno Dubuc, sorti en 2002, dans le documentaire Chomsky et Cie, sorti en 2008, et dans L'Encerclement de Richard Brouillette, sorti en 2009.
Entre 2009 et 2016, il collabore de manière épisodique au mensuel français Philosophie Magazine.
De 2009 à novembre 2023, il tient la chronique « Essais » de la revue Les libraires.
De 2011 jusqu'à 2016, il a animé diverses chroniques radiophoniques hebdomadaires à l'émission généraliste Dessine-moi un Dimanche, animée par Franco Nuovo à Radio-Canada Première.
À compter de 2015 et jusqu'à 2018 il tient une chronique dans le magazine Québec Science.
De 2012 à 2015, il écrit à diverses fréquences des textes pour le journal Voir.
En 2016, il participe au documentaire Ni Dieu ni maître, une histoire de l'anarchisme de Tancrède Ramonet.
Il a été conseiller dramaturgique pour l'opéra The Wall, sur l'œuvre de Pink Floyd, mise en scène par Dominic Champagne.
En 2017 et en 2018, il tient une rubrique intitulée « Science critique » à l'émission sur la science de Radio-Canada, Les Années-Lumière.
Depuis le début de l'année 2019, il tient une chronique sur les questions liées à l'éducation dans le journal Le Devoir. Il démissionne de ce poste en novembre 2024.
Du 28 au 31 octobre 2019, Radio-Canada première diffuse quatre émissions de la grande série: Les grandes idées du XXe siècle, qu'il a conçue et qu'il anime. Elles sont consacrées à : l'écologie, l'économie, l'intelligence artificielle et l'éducation et sont réalisées par Jérôme Leclerc.
En 2020, pendant la pandémie de Covid-19, il publie un nouveau livre, Devoirs d'éducation, un recueil de textes écrits de sa main dans divers périodiques québécois (Le Devoir, Québec science...) dans lequel il critique la prolifération générale du dénialisme, tant sur le plan de la santé que de l'environnement et de l'histoire, qu'il attribue à un système d'éducation dépassé et élitiste ayant besoin de réformes par l'entremise d'un rapport Parent réactualisé. Le livre a d'ailleurs été préfacé par le dernier auteur du rapport Parent encore en vie, le sociologue Guy Rocher.
Depuis mars 2022, il collabore régulièrement à Vaste Programme.

### Distinctions
Il a été invité d'honneur du Marché de la poésie en 2008; invité d'honneur du salon du livre de Montréal en 2014; président d'honneur du salon du livre de Rimouski en 2016; invité d'honneur du salon du livre de Québec en 2018; président d'honneur du Salon du livre de l'Estrie en 2018; président d'honneur du Salon du livre de Trois-Rivières en 2019; invité du Salon du livre de la péninsule acadienne en 2019.
En 2006, il remporte le prix Québec Sceptique pour son Petit cours d'autodéfense intellectuelle.
En novembre 2016, il remporte le prix Pierre-Vadeboncoeur pour son essai La dure école.
En 2017, il remporte le prix Léo-Guindon, remis par l'Alliance des professeures et professeurs de Montréal.
En 2018, il est nommé membre du Conseil de l'Ordre de l'excellence en éducation du Québec et Membre émérite de cet ordre.
En 2018, il est lauréat de l'argent de Les lauréats des saveurs du Canada / Taste Canada Awards ,dans la catégorie « Narrations culinaires » pour son livre : À la table des philosophes.
En 2019, il reçoit le Prix Hibou, décerné par la Fédération autonome de l'enseignement (FAE).
Depuis 2019, il dirige la collection Réminiscences, aux Presses de l'Université Laval.
En 2023, il est invité au Salon du livre de la péninsule acadienne et invité d'honneur au Salon du livre de Rimouski (Québec).
En 2024, il est nommé parrain de la Nuit de la poésie de Saint-Venant de Paquette, dont Hélène Dorion est nommée marraine.

## Commentaires
Selon le politologue Jean-Marc Piotte, 

« Les ouvrages du philosophe Normand Baillargeon, écrits dans un style vif et limpide, sont imprégnés par la philosophie analytique, portés par les valeurs du Siècle des Lumières et les aspirations du courant anarchiste. »

Avec charme, lucidité et expertise, ce "petit cours" conduit le lecteur, par étapes faciles, des dispositifs simples destinés à régenter l'esprit du public (pour reprendre les termes de l'un des fondateurs de l'industrie des relations publiques) aux modes plus subtils d'illusion et de tromperie qui nous inondent en permanence. L'ouvrage ne se contente pas d'exposer, bien que cela soit suffisamment précieux, mais fournit également des stratégies d'analyse des médias et de la propagande en général, un guide des ressources et une boîte à outils pour la recherche critique qui devrait être d'une grande utilité pour ceux qui espèrent comprendre un monde complexe qui est rendu encore plus obscur lorsqu'il est transmis par les prismes déformants de l'idéologie et de la doctrine.
Noam Chomsky, à propos du: Petit cours d’autodéfense intellectuelle.
« Qu'il recoure à la philosophie, qu'il connait bien, aux sources de la pédagogie ou à l'observation de faits vivants, ses chroniques sont toujours inspirantes. C'est ce qui fait de Normand Baillargeon un de nos principaux penseurs de l'éducation en général et de notre système d'éducation québécois en particulier. […] Les observations et réflexions de Normand Baillargeon sur notre système d'éducation répondent à un besoin, un impératif et parfois une urgence. Elles sont plus que jamais pertinentes, aussi bien pour les temps présents que pour un avenir à sauver. »
Guy Rocher, en préface à : Devoirs d’éducation.

## Œuvre

### Livres publiés
- (Éd.) Sciences humaines et philosophie, Collection Les Entretiens du Devoir, 1990-1994, PUQ, Québec, 1995.
- et Michel Allard (Éds), Société et affaires sociales, Collection Les Entretiens du Devoir, 1990-1994, PUQ, Québec, 1995.
- et Émile Lavallée (Éds), Affaires et économie, Collection Les Entretiens du Devoir, 1990-1994, PUQ, Québec, 1995.
- et André-G. Bourassa, (Éds), Arts et littérature, Collection Les Entretiens du Devoir, 1990-1994, PUQ, Québec, 1995.
- (Éd.) La Recherche et la création universitaires à la recherche d'elles-mêmes. Eléments de réflexion et proposition professorales sur la recherche et la création universitaires, Analyses et Discussions 4, SPUQ, Montréal,1994.
- - et Bernard Lefebvre (Éds), Histoire et sociologie, Éditions Logiques, Montréal, 1996.
- Anarchisme, Montréal, Éditions L’île de la tortue, 1999[19].
- L'Ordre moins le pouvoir : histoire et actualité de l'anarchisme, deux premières éditions, Agone, 2001[20],[21], traduction en espagnol et en anglais.
- Les chiens ont soif. Critiques et propositions libertaires, Lux Éditeur, 2001, lire en ligne, réédition 2010.
- L'Ordre moins le pouvoir : histoire et actualité de l'anarchisme, troisième édition, Lux Éditeur, 2004.
- Trames. Esthétique/politiques, Éditions Nota Bene, 2004.
- Petit cours d'autodéfense intellectuelle, Lux Éditeur, 2005, lire en ligne, traductions en anglais, allemand, néerlandais, finnois, roumain, coréen, italien, espagnol, russe et portugais.
- Éducation et Liberté. Anthologie, Tome 1 : 1793-1918, Lux Éditeur, 2005.
- Écrits dans la marge. Réflexions libres et libertaires, Éditions Trois-Pistoles, 2006.
- Sève et Sang. Chants et poèmes de révolte et d'espoir. Anthologie, Mémoire d'encrier, Montréal, 2007.
- L'Ordre moins le pouvoir. Histoire et actualité de l'anarchisme, quatrième édition, Agone, 2008[22],[23].
- avec Christian Boissinot (Éds) La vraie dureté du mental. Hockey et philosophie, Presses de l'université Laval, Québec, 2009.
- avec Daniel Baril (Éds) Heureux sans Dieu, VLB Éditeur, Montréal, 2009.
- Contre la réforme. La dérive idéologique du système d'éducation québécois, Presses de l'université de Montréal, Montréal, 2009.
- Raison oblige. Essais de philosophie sociale et politique, Presses de l'université Laval, 2009.
- avec Christian Boissinot (Éds) Je pense, donc je ris. Humour et philosophie, Presses de l'université Laval, Québec, 2010. (Traduction en anglais, University of Ottawa Press, 2015).
- Stéroïdes pour comprendre la philosophie, Amérik Média, Verdun, 2010.
- (sous la direction de) Là-haut, il n'y a rien. Anthologie de l'incroyance et de la libre-pensée, Presses de l'université Laval, Québec, 2010.
- avec Jean-Marc Piotte (Éds) Le Québec en quête de laïcité, Écosociété, Montréal, 2011.
- L'Éducation, coll. « Corpus », Garnier Flammarion, Paris, 2011.
- Liliane est au lycée, coll. « Antidote », Flammarion, Paris, 2011.
- Je ne suis pas une PME. Plaidoyer pour une université publique, coll. « Essai Libre », Poètes de Brousse, Montréal, 2011.
- avec Christian Boissinot (Éds) Quand Platon écoute les Beatles sur son Ipod. Musique populaire et philosophie, Presses de l'université Laval, Québec, 2012.
- L'Arche de Socrate. Petit bestiaire philosophique, La Grande Bibliothèque, Aden, Bruxelles, 2012. Réédition M Éditeur, Montréal, 2018.
- Turbulences. Essais de philosophie de l'éducation, Presses de l'université Laval, Québec, 2013.
- Légendes pédagogiques. L'autodéfense intellectuelle en éducation, Poètes de Brousse, Montréal, 2013.
- « Pour la gratuité de l’université : une perspective normative », dans Gabriel Nadeau-Dubois, dir., Libres d’apprendre : plaidoyers pour la gratuité scolaire, Écosociété, Montréal, 2014.
- Chroniques des années molles, Leméac, Montréal, 2014.
- Histoire philosophique de la pédagogie. Vol. 1: De Platon à Dewey, Poètes de Brousse, Montréal, 2014.
- avec Laurent Aglat, Philippe-Olivier Boucher, Diane Boudreau, Maxime Catellier, Véronique Lambert, Maxime Nadeau et Jean-François Poupart, Un peuple à genoux 2014, Poètes de Brousse, coll. « Essai Libre », Montréal, 2014.
- (Éd.) L'assaut contre les retraites. Discours catastrophistes, réformes réactionnaires et droit à une retraite décente, M Éditeur, coll. « Mégaphone », Mont-Royal, 2015.
- — et Christian Boissinot, (Éds), Hockey and Philosophy, University of Ottawa Press, Ottawa, 2015.
- (et al.) Un peuple à genoux 2015, Poètes de Brousse, coll. « Essai Libre », Montréal, 2015.
- Propos sur l'éducation, M Éditeur, Mont-Royal, 2016.
- La Dure École, Leméac, Montréal, 2016.
- Le roman de Khayyam, Poètes de brousse, Montréal 2016.
- avec D. Baril (Eds), La face caché du cours Éthique et culture religieuse, Leméac, Montréal, 2016.
- Enseigner au Québec, VLB, Montréal, 2016[24].
- Anarchisme et Éducation. Anthologie, volume 1 : 1793-1918, M Éditeur, Montréal, 2016.
- « Confessions d'un paria », dans : Michel Dorais (Ed.), Le savoir engagé, PUL, Québec, 2016.
- (et al.) Un peuple à genoux 2016, Poètes de Brousse, coll. « Essai Libre », Montréal, 2016.
- Introduction à la philosophie, Tome 1, Poètes de Brousse, Montréal, 2017.
- (Sous la direction de) Pour faire le portrait d'un poète. Hommage du Québec à Prévert, Québec Amérique, Montréal, 2017.
- Sur l'agora. Interventions publiques, Poètes de Brousse, Montréal, 2017.
- À la table des philosophes, Flammarion Québec, Montréal, 2017. Traduction en portugais sous le titre: À Mesa com os Filósofos, Temas e Debates, 2019. Traduction en coréen.
- (Éd.) La santé malade de l'austérité. Sauver le système public ... et des vies, M éditeur, 2017.
- (Ed.) Hommage à Noam Chomsky : penseur aux empreintes multiples, Québec/Amérique, Montréal, 2018.
- (Éd.) Liberté surveillée. Quelques essais sur la parole à l'intérieur et à l'extérieur du cadre académique, Leméac, Montréal, 2019.
- (Éd.) Anarchisme et éducation. Anthologie, Tome 2 - Du XXe siècle à aujourd'hui, M. Éditeur, Montréal, 2019.
- L'esprit en marche. Pour approfondir le quotidien, Poètes de Brousse, collection Essai Libre, 2019.
- — et Kateri Lemmens, (Éds), Que sait la littérature?, Leméac, Montréal, 2019.
- Questionnaire de Proust-Baillargeon. Réponses de 50 personnalités recueillies par un philosophe, Flammarion-Québec, Montréal, 2019.
- Devoirs d'éducation. Préface de Guy Rocher, M Éditeur, 2020[3].
- (Éd.) Brassens. L'humble troubadour, Leméac, Montréal, 2021.

— Et Antonius Rachad (Éds), Identité, « race », liberté d’expression. Perspectives critiques sur certains débats qui fracturent la gauche, PUL, Québec, 2021.
- Fins de mondes. Nouvelles, Leméac, Montréal, 2022.
- Poser les bonnes questions, Del Busso, Montréal, 2022.
- Un philosophe à l'école. Préface de Patrick Moreau, Somme toute/Le Devoir, Montréal, 2023.
- (sous la direction de) Par-delà les livres: l'empreinte du littéraire sur nos métiers, Poètes de Brousse, Montréal, 2023.
- et Christian Vézina, Ministères inédits: Penser ensemble des enjeux négligés, XYZ, Montréal, 2023.
- L'anarchisme, Que-Sais-je?, Paris, 2024.
- Parlons philosophie. Avec Thomas Cathcart et Daniel Klein ; Noam Chomsky ; Daniel Dennett ; Edward Herman; Martha Nussbaum ; Hilary Putnam; Willard van Orman Quine; Michael Shermer ; Peter Singer ; Michael Walzer, Somme Toute, Montréal, 2024.
- (Sous la direction de) Ces profs de ma vie. Et autres belles histories d'éducation, avec des contributions de : Nahid Aboumansour, Rachida Azdouz, Joséphine Bacon, Normand Baillargeon, Éric Bédard, Biz, Jacques Boulerice, Dominic Champagne, Salomé Corbo, Brad Cormier, David Goudreault, Brigitte Haentjens, Simon Jodoin, Vincent Léonard, Alexis Martin, Catherine Perrin, Martin Petit et Caroline Quach, Éditions Binôme, Saint-Sauveur, 2025.
- et Chantal Santerre, Bertrand Russell, Que-Sais-je?, Paris, 2025.

### Préfaces, traductions, direction d'édition ou d'entretiens, collaborations à des ouvrages
- — et Jean Pichette, «Modernité et critique musicale», dans: (sous la direction) Robert Lahaise, Le Devoir, reflet du 20e siècle, Préface de Lise Bissonnette, Postface de Guy Rocher, Hurtubise HMH, Montréal, 1994, pp.237-253.
- — et Michel Allard, «L'éducation. Quelques jalons, 1910-1964», dans: (sous la direction) Robert Lahaise, Le Devoir, reflet du 20e siècle, Préface de Lise Bissonnette, Postface de Guy Rocher, Hurtubise HMH, Montréal, 1994, pp.255-278.
- Gilbert Langevin, PoéVie, Anthologie préparée par Normand Baillargeon, Typo, 1997.
- David Barsamian et Normand Baillargeon, Entretien avec Chomsky, Écosociété, 2002.
- Michael Albert, L’Élan du changement. Préface, Écosociété, 2004.
- Jean Bricmont, L'Impérialisme humanitaire. Préface : Devoir d'ingérence et aveuglement collectif, Lux Éditeur, 2006.
- «Noam Chomsky: Défense et illustration du bon usage de la liberté académique», dans: L'université contemporaine: un bateau à la dérive?, Analyses et Discussion, No 8, Printemps 2006, SPUQ, pp. 7-20.
- Frederick Douglass, Mémoires d’un esclave. Seconde édition revue et corrigée. Traduit de l’anglais par Normand Baillargeon et Chantal Santerre, Lux Éditeur, 2007.
- Edward Bellamy, C'était demain, Introduction et édition critique (avec Chantal Santerre), Lux Éditeur, 2007. (Traduction de: Looking Backward, 1888)
- Lewis Carroll, La Chasse au Snark, Édition Bilingue, Lux Éditeur, Traduction et annotations, 2007.
- Normand Baillargeon et Jean-Marc Piotte (dir.), Au bout de l'impasse à gauche - Récits de vie militante et perspectives d'avenir, Lux Éditeur, 2007.
- Bertrand Russell, Principes de reconstruction sociale, Presses de l'Université Laval, coll. « Zétésis », Québec, 2007. Introduction, révision de la traduction, notes et bibliographie par Normand Baillargeon.
- Edward Bernays, Propaganda. Comment manipuler l'opinion en démocratie, Édition La Découverte, coll. « Zones », Paris, 2007. Introduction et bibliographie : Normand Baillargeon. Paru au Québec chez Lux Éditeur, Montréal, 2008.
- « Les voix humaines ». Préface à : André Corten, L'autre moitié de l'Amérique du Sud. Lettres à mon petit-fils, Mémoire d'encrier, Montréal, 2008.
- — et Louis Dubé, «Préface», à Jean Charles Condo, Enquête sur le secret , Amerik Media, Montréal, 2008.
- Rabindranath Tagore, Les oiseaux de passage, Le Noroît, Montréal, 2008. Introduction, traduction et bibliographie : Normand Baillargeon. Réédition 2013.
- Voltairine de Cleyre, D'espoir et de raison. Écrits d'une insoumise, Lux Éditeur, Montréal, 2008. Introduction, choix de textes, coordinaton des traductions, traductions et bibliographie : Normand Baillargeon et Chantal Santerre.
- Voltairine de Cleyre, L'action directe, Le Passager Clandestin, Paris, 2009, Introduction, BNF.
- « Chère étudiant, cher étudiant ». Préface à : Hélène Laramée, et al., L'art du dialogue et de l'argumentation. S'initier à la pensée critique pour le cours Philosophie et rationalité, Chenelière Éducation, Montréal, 2009.
- Marcel Sévigny, "Et nous serions paresseux", Résistance populaire et autogestion libertaire. Préface de Normand Baillargeon, Éditions Écosociété, Montréal, 2009.
- Noam Chomsky, Pour une éducation humaniste, Éditions de l'Herne, Paris, 2010. Introduction et entretien avec Chomsky.
- « Le cinéma politique de Pierre Falardeau », Dossier dirigé par Normand Baillargeon dans : Bulletin d'histoire politique, Vol. 19, No1, Automne 2010.
- Noam Chomsky, Réflexions sur l'université, Raison d'agir, Paris, 2010. Introduction et entretien avec Chomsky.
- Noam Chomsky, Permanence et mutations de l'université, Presses de l'Université du Québec, Québec, 2011. Introduction et entretien avec Chomsky.
- Rudolf Rocker, Théorie et pratique de l'anarchosyndicalisme, Aden, Bruxelles, 2011. Introduction et traduction.
- Bertrand Russell, Pourquoi je ne suis pas chrétien, Lux, Montréal, 2011. Introduction et bibliographie.
- « L'autogestion, sans qualificatif ». Préface à : Michel Schweri, La réunion du lundi. De l'autogestion appliquée à la Librairie du Boulevard, Éditions des sauvages, Genève, 2012.
- « Élise Desaulniers et la conversation démocratique ». Préface à : Élise Desaulniers, Vache à lait. Dix mythes de l'industrie laitière, Stanké, Montréal, 2013.
- « Edward Bernays : Propaganda (2007) », dans : Préface(s) à 30 ans d'édition, La Découverte, Paris, 2013, p. 176-197.
- « Une expérience de pensée ». Préface au roman de: Philippe Deschemin, Contoyen, Éditions La Boétie, 2014.  (ISBN 978-2-9548767-0-2)
- « Médecine, pensée critique et conversation démocratique ». Préface à: Nicolas Pinsault et Richard Monvoisin, Tout ce que vous n'avez jamais voulu savoir sur les thérapies manuelles, PUG, 2014.
- «Cette criante urgence de repenser l'économie», préface à: Pascal Lebrun, L'économie participaliste, Lux, Montréal, 2014, pp. 7-13.
- « Envoûtements », texte dans le livret de l'album Balade/Ballades, de Yannick Rieu, 2014.
- Normand Baillargeon (sous la direction de), Mutations de l'univers médiatique : médias traditionnels et nouveaux, M, Mont-Royal, Québec, 2014.
- « Ce siège obscur d'éclatantes menées », postface à Fabrice Balester, Les chrysanthèmes de la folie, Polar en Poche, 2014, p. 108-115.
- « Envol », préface à : Francine Sinclair, Stéphanie Demers, et Guy Bellemare, (Éds.), Tisser le fil rouge. Le printemps érable en Outaouais — récits militants, M Éditeur, 2014, p. 11-16.
- « Un livre polémique, mais nécessaire », préface à : Sarah Conly, Contre l'autonomie. La méthode forte pour inspirer la bonne décision, PUL, Québec, pp. XV à XXVI.
- « Pour une autre pensée en économie », dans : Yanick Barrette (Éd.), Le Québec à l'heure des choix. Regards sur les grands enjeux, Dialogue Nord-Sud, 2014, p. 131-143.
- Bertrand Russell, Pratique et théorie du bolchévisme, Éditions du Croquant, Brossieux, 2014. Édition et introduction par Normand Baillargeon et Jean Bricmont.
- avec Jean Bricmont, « Le voyage en Russie soviétique de Bertrand Russell », dans: Bertrand Russell, Pratique et théorie du bolchévisme, Éditions du Croquant, Brossieux, 2014, p. 5-25.
- « Dialoguer avec Emma Goldman », préface à : Max Leroy, Emma Goldman. Une éthique de l'émancipation, Atelier de création libertaire, Lyon, 2014, p. 5-9.
- « Piotte et le changement social», préface à : Jean-Marc Piotte, La Révolution des mœurs : Comment les baby-boomers ont changé le Québec, Québec Amérique, 2016.
- Bertrand Russell, Idéaux politiques, Écosociété, Montréal, 2016. Introduction, traduction, notes et bibliographie par Normand Baillargeon et Chantal Santerre.
- « Prologo. Edward Bernays y la invencion del "gobierno invisible" », dans : Edward Bernays, Propaganda. Como manipular laopinion en democracia, Libros del Zorzal, Buenos Aires, Argentina, 2016.
- Préface dans : Daniel Hébert et Richard Maltais Desjardins, Philosopher. De l'opinion à la conviction, PUL, 2016, pp. XIII-XIV.
- (it) « A colloquio con Emma Goldman », préface à Max Leroy, Emma la Rossa, Elèuthera, Milano, 2016.
- (it) — et Chantal Santerre, «La bandiera della rivolta: la vita e l’opera di Voltairine de Cleyre», préface à Voltairine de Cleyre, Un’anarchica americana, Elèuthera Milano, 2017.
- «Pierre Falardeau, 1946-2009», dans: (sous la direction de) Yvan Lamonde, et al., Dictionnaire des intellectuel.les au Québec, Presses de l'Université de Montréal, Coll. Corpus, Montréal, 2017, pp. 142-144.
- John Stuart Mill, Sur l'université. Le discours de St Andrews, Presses de l'Université Laval, Québec, 2017. Traduction anonyme revue, complétée et présentée par Normand Baillargeon, Antoine Beaugrand-Champagne et Camille Santerre Baillargeon.
- «Cris et chuchotements», préface à: Tristan Malavoy, Feux de position, Éditions Somme toute, 2017, pp. 5-7.
- «L'énigme», préface à: Albert Einstein et Sigmund Freud, Pourquoi la guerre, Le Bleu du Ciel, Montréal, 2017.
- Voltairine de Cleyre, Écrits d'une insoumise, Lux, Montréal, 2018. Introduction, traductions et direction des traductions par Normand Baillargeon et Chantal Santerre. Reprise en poche de l'ouvrage de 2008 chez le même éditeur.
- «Le poète dans la cité», préface à: Un dimanche à ma fenêtre, de Christian Vézina, Somme toute, Montréal, 2018.
- Bertrand Russell, Écrits sur l'éducation, Écosociété, Montréal, 2019. Introduction, traduction (de 13 des 18 textes), notes et bibliographie par Normand Baillargeon et Chantal Santerre.
- (Édition, introduction et bibliographie) Charles-Ange Laisant, Initiation mathématique. Suivie de: L'éducation de demain, PUL, Collection Réminiscences, Québec, 2019.
- «Voyage en cosmopolitisme». Texte de présentation de l'album MachiNations, de Yannick Rieu.
- «Les précieuses lumières de l’histoire», préface à: Michel Allard, Paul Aubin, Félix Bouvier et Rachel Desrosiers, Une histoire de la formation des maîtres au Québec, Septentrion, Montréal, 2019. Postface de Guy Rocher.
- «Patrick Doucet, les surréalistes et l'art de parler de sexualité», préface à: Patrick Doucet, Ces tabous tenaces. La masturbation, la pornographie et l'éducation, Québec Amérique, Montréal, 2019.
- «Voltairine de Cleyre. Le menaçant murmure du destin», dans: Collectif, C'est l'anarchie!, Éditions du Caïman, Vienne, 2020 pp. 22-36.
- «L'aède Leboeuf raconte», préface à: Alexandre Leboeuf, Antimanuel de mythologie grecque. Livre 2: Questionner, Collection Connaître, L,Instant même, Longueuil, 2020, pp. 5-9.
- «Penser la laïcité aujourd'hui avec Ferdinand Buisson», dans: Lucia Ferretti et François Rocher, (Eds), Les enjeux d'un Québec laïque. La Loi 21 en perspective, Del Busso Éditeur, Montréal, 2020, pp. 265-283.
- Rabindranath Tagore, Une école sans murs. Arts, nature et cosmopolitisme au cœur de l'éducation, Édition préparée et présentée par Normand Baillargeon et Chantal Santerre, Écosociété, Montréal, 2021.
- «Les carnets de route d'un passionné». Préface à: Robert Durocher, Enseigner avec passion. À partir des conditions propices à l'apprentissage et à l'enseignement, Éditions Crescendo!, Québec, 2021, pp.5-7.
- «Le crime de Felicity Huffman», dans: Sarah-Louise Pelletier-Morin, (Éd), Mythologies Québécoises, Nota Bene, Coll. Penser avec ls mains, Montréal, 2021, pp. 125-130.
- «La cinquième saison de Nicolas Boulerice», préface à: Nicolas Boulerice, Les ouvrages du temps en quatre saisons, Triptyque, Poésie, Montréal, 2021, pp. 5-8.
- «Préface», préface à: Réjean Bergeron, Homère, la vie et rien d'autre!, Suivi de: Quelques traces laissées dans l'actualité, Les heures bleues, Canada, 2022, pp. 3-8.
- et Robert Durocher, « Plaidoyer pour la culture générale », dans: Robert Durocher, (Sous la direction de), Portraits de femmes et d'hommes remarquables. Élément de culture générale, JFD édition, Montréal, 2022, pp. 13-16.
- et Chantal Santerre, « Frederick Douglass. Les chemins de la libert é», dans:dans: Robert Durocher, (Sous la direction de), Portraits de femmes et d'hommes remarquables. Élément de culture générale, JFD édition, Montréal, 2022, pp. 92-101.
- et Chantal Santerre, « Madeleine Parent. Militante avant-gardiste pour la justice sociale, une alliée indispensable », dans: Robert Durocher, (Sous la direction de), Portraits de femmes et d'hommes remarquables. Élément de culture générale, JFD édition, Montréal, 2022, pp. 110-123.
- et Chantal Santerre, « Archimède. Une dévorante passion pour les mathématiques », dans:dans: Robert Durocher, (Sous la direction de), Portraits de femmes et d'hommes remarquables. Élément de culture générale, JFD édition, Montréal, 2022, pp. 134-147.
- «En parler. Et comment il convient de le faire», préface à: Patrick Doucet, Le crépuscule du désir? Comprendre la sexualité des adultes vieillissants, Trécarré, Montréal, 2022, pp.9-13.
- «Rendre la philosophie populaire», préface à: Le devoir de philo. Démocratie, liberté et politique, Somme Toute/Le Devoir, Montréal, 2022, pp. 9-13.
- «Penser l’université avec John Dewey», préface à: Christophe Point, Université et démocratie. La pensée éducative de John Dewey, PUL, Québec, 2023.
- Et Nicolas Boulerice, «Préface» à : Sébastien Langlois et Jean-François Létourneau, En montant la rivière.  Mémoire d’encrier, Montréal, 2023.
- «Préface», à: Thierry C. Pauchant, Adam Smith, l'antidote ultime au capitalisme. Sa théorie du capabilisme, Dunod, Écosup, 2023, pp. xi-xiv.
- William Heard Kilpatrick, La méthode des projets. L’utilisation de l’acte intentionnel dans le processus éducatif, Texte présenté par Normand Baillargeon, traduit par Camille Santerre-Baillargeon, postface par Steve Bissonnette, PUL, Col. Réminiscences, Québec, 2023.
- Bertrand Russell, L'impact de la science. Promesses et périls, Traduction de William Perrenoud. Révision de la traduction, introduction, notes et bibliographie par Normand Baillargeon et Chantal Santerre , La Baconnière, 2023.
- «Jacques Prévert. Un homme de paroles»,  dans: Robert Durocher, (Sous la direction de), Portraits de femmes et d'hommes remarquables. Élément de culture générale, Vol. II, JFD édition, Montréal, 2023, pp. 172-183.
- «Aristote. Le parcours d’un génie», dans: Robert Durocher, (Sous la direction de), Portraits de femmes et d'hommes remarquables. Élément de culture générale, Vol. II, JFD édition, Montréal, 2023, pp. 310-317.
- «Bertrand Russell. Une vie en huit tableaux», dans: Robert Durocher, (Sous la direction de), Portraits de femmes et d'hommes remarquables. Élément de culture générale, Viol. II, JFD édition, Montréal, 2023, pp. 473-482.
- «Les trois lunettes», préface à : Simon Bucci-Wheaton, Mais pourquoi l’école. Questions et réflexions d’un prof qui n’en était pas un, KO Éditions, Montréal, 2024, pp. 13-19.
- «Un regard de philosophe», dans : Jean-Claude Boulanger, De la conception du lexique à sa dictionnarisation, PUL, Québec, 2024, pp. 355-358.
- «Mes voyages aux pays du langage», dans : David Goudreault, Ta langue!, Le Robert Québec, Louiseville, 146-170.

### Articles
En plus d’une trentaine d’articles dans des revues avec comité de lecture, il a publié environ un millier de chroniques et textes divers dans Le Devoir (environ 450 chroniques, de 1994-1999 et depuis 2019) et dans des revues (A Bâbord (environ 200 textes) , Le Couac (environ 75 textes), Philosophie magazine, Le Monde libertaire, AO Espace de la parole, Québec sceptique, Québec science (24 textes), Jeu, Voir, Vivre le primaire, Médiane, Philosopher). Il a aussi publié, dans Le libraire, depuis 13 ans, environ 75 chroniques recensant des essais québécois.
Voici un bref échantillon de ces articles :
Et  Raphaël Arteau-McNeil, «Les deux cultures; comment éviter les deux solitudes»,  Argument, Vol. 21. No 2, 2019, pp. 3-4.
«Former le citoyen»,   Argument, Vol. 23, no 1, hiver 2020ƒ-2021, pp. 38-50.
«Quelques réflexions personnelles sur l’université»  Argument, Vol 24, no 1, 2021-2022, pp. 31-42.
«En toute justice», Prêtre et pasteur, Novembre 2018, pp. 578-588.
«Le modèle propagandiste», Nouveaux Cahiers du socialisme, no. 11, 2014, pp. 47-60.
« La mort dans l’âme», Argument, Vol. 9. No 1, 2006, pp. 35-48.
et Gervais, André, «Présentation du poème : Méditaphe», Moebius no 73 (Été 1997): 107-114.
Recension de : «L’éducation et les musées.», Cahiers de recherche sociologique n34 (2000): 25-30.
«Sur l’identité de  Shakespeare», Le Québec Sceptique, no 77, pp. 9-10.
«En BD ou non, vos essais? Logicomix et Histoire de l’indépendantisme québécois», Le Libraire, septembre 2010.
«Les fées de Jacques Prévert»,  Le Devoir, 22 novembre 2008, page F 9.
« L'éducation et les Musées: Visiter, Explorer Et Apprendre», Canadian Journal of Education / Revue Canadienne De L'éducation 1996, 21 (3), 353–354
Boyer, Christian; Bissonnette, Steve; Baillargeon, Normand et Morneau-Guérin, Frédéric (2022). Analyse critique d'un changement de paradigme pédagogique dans le cadre de la résidence en médecine au Québec. Montréal, Canada : Éditions de l'Apprentissage, coll. « Des points sur les i et des barres sur les t ».
«Intellectuels, humoristes et scientifiques dans la cité», Le Libraire, no 59, Juin-Juillet 2010, page 33.
«Harry Houdini contre le spiritualisme»», Québec Sceptique, no 61, pages 10-19.
«Albert Einstein, physicien et rebelle, 1», Québec Sceptique, no 62, pages 32-44.
«Albert Einstein, physicien et rebelle, 2», Québec Sceptique, no 63, pages 22-30.
«Débat sur l’enseignement de l’histoire : Sur quelques points aveugles.», Revue d’histoire de l’éducation, Volume 25, no 2, automne 2013, pp.  108-114.
«Présentation du dossier : Mathématiques», Moebius, Numéro 141, Avril 2014, pp. 7–12.
«Humour et philosophie», Prêtre et pasteur, Juin 2017, pp.393-399.
«Un philosophe à l’opéra», Jeu n173 (2019): 36-4
«Constituons! Théâtre et conversation démocratique», Jeu n171 (2019): 62-65.
Le cinéma politique de Pierre Falardeau, Bulletin d'histoire politique, Volume 19, Numéro 1, 2010.
Bernier Arcand, P. (2013). La dérive populiste. Montréal, Québec : Les Éditions Poètes de brousse. Compte rendu publié dans Revue des sciences de l'éducation (savante, fonds Érudit), Volume 39, Numéro 3, 2013.
Recension de : Mellouki, M. (2010). Promesses et ratés de la réforme de l’éducation au Québec. Québec :Les Presses de l’Université Laval, Revue des sciences de l’éducation, Volume 38, Numéro 1, 2012.
«De bien fragiles assises : le constructivisme radical et les sept péchés capitaux de la réforme en éducation», Bulletin d’histoire politique, Volume 18, numéro 1, automne 2009, p. 183-203.
«Trahir », Cahiers de recherche sociologique, Numéro 34, 2000, p. 25-53.
«Sur le conformisme et un précieux contrepoison», L’inconvénient, Numéro 75, hiver 2019, p.20-26.
«Petite mise en perspective», 24 images, Numéro 98-99, automne 1999, pp. 41-44.
«Le théâtre face à l’écoanxiété», Jeu,  176 (3), 2020, pp. 48–51.
«Un banquet», Jeu, 158 (1), 2016, pp. 36–40.
«Gens  de  plume, Hebdromadaires et  autres animaux communs : Jacques Prévert et  les  médias....» Possible, Hiver 2004.pp.78-105.
«Les hussardes de la nation», Revue Préscolaire, Août 2014, pp. 19-21
« Condorcet et le mesmérisme : un document de l’histoire du scepticisme », Bibnum [En ligne], Sciences humaines et sociales, mis en ligne le 01 janvier 2014, consulté le 03 décembre 2022. URL : http://journals.openedition.org/bibnum/767
Rita Hofstetter Genève : creuset des sciences de l’éducation (fin du XIXe siècle—première moitié du XXe siècle) Genève : Librairie Droz, 2010, 686 p. Historical Studies in Education / Revue d’histoire de l’éducation, pp. 87-89
«Une conversion qui dérange. Entretien avec Michael Shermer», Philosophie magazine, 46, Janvier 2011.
«Enseigner le mystérianisme au collège ?», Philosopher, Hiver 2012, no 24, pp. 52-69.
Et Jean Bricmont, «Bertrand Russell and the Socialism That Wasn't», Monthly Review, 2017, 69 (3), pp. 86-97.
«La philosophie de l’éducation en sciences de l’éducation : un témoignage», PhaenEX, Octobre 2015, vol. 10, pp. 1-12.
«Extension du domaine de la chute. Entretien avec Denys Arcand», Philosophie magazine, 42, Août 2010.
« Réprimer nos émotions ne sert à rien. Entretien avec Martha Nussbaum », Philosophie magazine, 53, septembre 2011.
«Comment rire d’une banane molle. Entretien avec Thomas Cathcart et Daniel Klein», Philosophie magazine, 34, octobre 2009.
«Tous les êtres sensibles ont les mêmes droits. Entretien avec Peter Singer», Philosophie magazine, 33, septembre 2009.
«La finalité de l’éducation est de former des citoyens. Entretien avec Michael Walzer», Philosophie magazine, 40, mai 2010.
«Un entretien avec Normand Baillargeon pour "Devoirs d'éducation»,  Frederic Morneau-Guérin, Cahiers de lecture de l’Action Nationale, XV (1), 2020.
«Le viol des foules. Petite histoire de la commission Creel» Artichaut, RESTONS PHARES — hors série, avril 2013, pp. 24-26
« Utopies économiques Une proposition libertaire : l’économie participative», Agone,  21, 1999  pp. 159-176
Et Chantal Santerre, «Une école sans murs», L’aiguillon, No 68, 2021, pp. 10-14
« Kant et le projet inachevé de l'ONU - L'idée de l'Organisation des Nations unies est intimement liée à celle du cosmopolitisme », Le Devoir,‎ 8 avril 2006 (lire en ligne).

Il a dirigé les dossiers suivants pour des revues, et écrit dans chacun d’eux :
1.   La réforme de l’éducation, À Bâbord, no 9, avril-mai 2005
2.   La culture, À Bâbord, no 12, décembre-janvier 2006.
3.   (et Jacques Pelletier), L’université, À Bâbord, no 26, octobre-novembre 2008.
4.   Le Québec en quête de laïcité, À Bâbord, no 32, décembre 2009 - janvier 2010
5.   Le cinéma politique de Pierre Falardeau, Bulletin d'histoire politique, Vol. 19, No1, Automne 2010.
6.   La santé malade de l’austérité. Sauver le système public... et des vies!, À bâbord, no, 43, février-mars 2012.
7.   Les médias, À Bâbord, no 50, Été 2013.
8.   Les régimes de retraites, À Bâbord, no 55, Été 2014.
9.   Les 50 ans des cégeps, À Bâbord, no 69, 2017.
10.                Mathématiques et littérature, Moebius, 141, 2014
11.                (avec Raphaël Arnaud-McNeil), Les deux cultures, Argument, vol. 21, printemps-été 2019.

### Cinéma, vidéos (participation)
- 2002 : Le Gambit du fou de Bruno Dubuc
- 2008 : Chomsky et Cie, documentaire d'Olivier Azam et Daniel Mermet
- 2009 : L'Encerclement de Richard Brouillette
- 2012 : Les Bourses du travail du socialisme libertaire[25], Publications universitaires au Canal Savoir
- 2012: Les pouvoirs de l'esprit, documentaire réalisé par Patric Jean.
- 2016 : Ni Dieu ni maître, une histoire de l'anarchisme de Tancrède Ramonet, Arte France
- 2018 : Quand les pouvoirs s'emmêlent, d'Yvonne Defour
- 2018 : Piotte en son temps, Réalisation de Gérald McKenzie.
- 2020 : Les aventures d'un a, Conception d' Alexis Martin et de Normand Baillargeon pour la campagne de financement de la Fondation pour l'alphabétisation. Réalisation : Nicolas Archambault; musique : Emile Poulin. Avec : Guylaine Tremblay, Luc Picard, Boucar Diouf, Cœur de Pirate, Noam Chomsky, Mireille Métellus, Dominic Champagne, David Goudreau, Christian Vézina, Patrice Demers et Richard Séguin.
- Depuis 2020, il est philosophe en résidence et co-animateur, avec Sophie Fouron, de l'émission télévisée Repenser le monde, diffusée sur les ondes de Savoir média[26].
- 2021 : Que serais-je sans toi ?, Conception d' Alexis Martin et de Normand Baillargeon pour la campagne de financement de la Fondation pour l'alphabétisation. Réalisation : Nicolas Archambault; musique: Emile Poulin. Avec : Richard Séguin, Le Vent du Nord, Salomé Corbo, Mireille Métellus, Luc Picard, Émile Poulin, Jean-François Létourneau et Guylaine Tremblay.
- 2022 : Participation au documentaire; Miroir, miroir, Production : Moi & Dave, Réalisateur : Simon Madore.
- 2022 : Participation au documentaire: IA, être ou ne pas être, de Radio-Canada, de Matthieu Dugal.
- 2022 : Participation à la série radiophonique : Les Sept Péchés capitaux, sur Radio-France.
- 2022 : Conception et animation du balado L'école en 10 questions, diffusé sur Savoir média[27].